# Serrana Bank

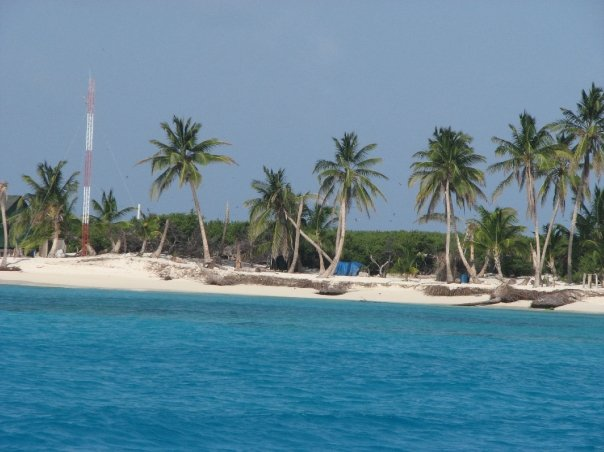

Serrana Bank (Spaans: Banco Serrana) is een door Colombia bestuurde atol in de Caraïbische Zee. De atol is vermoedelijk vernoemd naar de Spaanse schipbreukeling Pedro Serrano. Het eiland komt voor het eerst onder de naam Serrana voor op een Nederlandse kaart uit 1545. In de 19e eeuw werd de atol opgeëist door de Verenigde Staten onder de Guano Islands Act ten behoeve van de winning van guano. Op 17 september 1981 werd de atol aan Colombia overgedragen. Op de atol bevindt zich een klein permanent bewoond vissersdorp.
- Gemeinsame Normdatei: 4823118-6